# Монђардион Лигуре
Монђардион Лигуре (итал. Mongiardino Ligure) је насеље у Италији у округу Алесандрија, региону Пијемонт.
Према процени из 2011. у насељу је живело 22 становника. Насеље се налази на надморској висини од 672 м.

## Становништво
| 1936. | 1951. | 1961. | 1971. | 1981. | 1991. | 2001. | 2011. |
| ----- | ----- | ----- | ----- | ----- | ----- | ----- | ----- |
| 1.040 | 845   | 644   | 395   | 315   | 237   | 204   | 177   |